# バタ足

6ビートクロールにおけるバタ足の動き

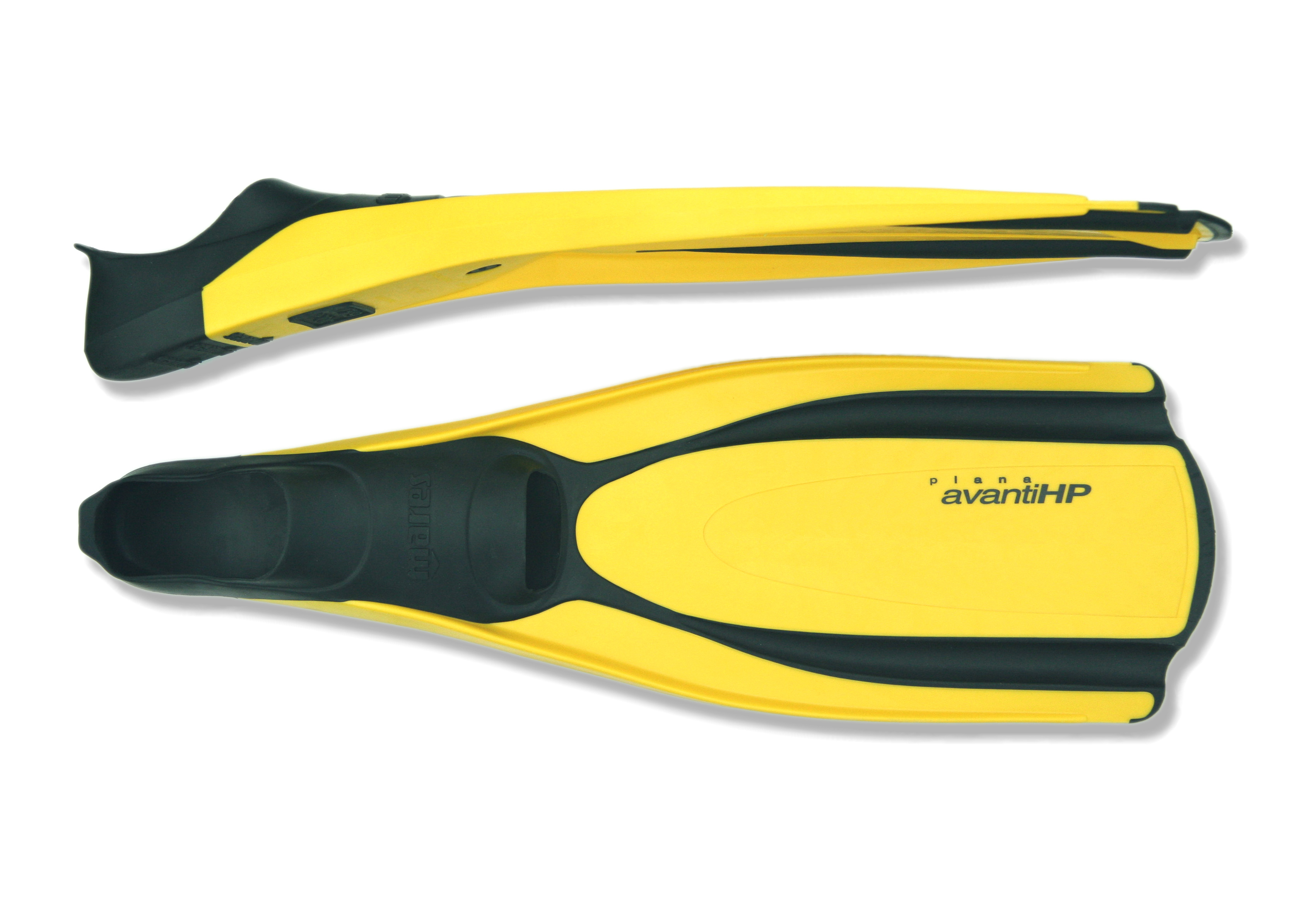
フィンはダイビング中のみならず、競泳におけるバタ足技術の練習にも用いられることがある

バタ足（バタあし）とは、クロールや背泳ぎで用いられる、両足を交互に上下動させる下半身の動作の事。フラッター・キック(flutter kick)とも呼ぶ。
バタフライや平泳ぎとは異なり、クロールや背泳ぎでは推進力の大部分は上半身が生み出し、バタ足は推進力の補助及び姿勢（ストリームライン）制御を目的として使用される。
体力の消耗という観点からは不経済な動作でもあり、これが特に大きな問題となる長距離競泳では、バタ足の回数が少ない2ビートのクロールが採用される傾向にある。
一方で、ダイビングなど足にフィン（足ひれ）を装着できる状況では、バタ足は推進力に大きく貢献する。